# つぐみ (女優)
つぐみ（1976年2月21日 - ）は、日本の元女優。
東京都出身。2018年現在の所属事務所は不詳（前所属事務所オフラインチェックとのマネージメント契約は2007年に終了）。
特技：日本舞踊・トランペット、趣味：絵を描くこと。

## 来歴
商業高校卒業後に競艇新聞でオペレーターをしていたが、スカウトがきっかけで、ヘアヌード写真集を発売。『タイム・リープ』で映画に初出演。
Vシネマや映画では当初はヌードを披露。映画『贅沢な骨』（行定勲監督）等いくつかの作品でミニグラマーな肢体を披露している。主に映画やドラマなどへの出演が活動の中心だったが、舞台演劇への出演もあった。
映画『月光の囁き』で第9回日本映画プロフェッショナル大賞新人奨励賞を受賞、その他に第21回ヨコハマ映画祭最優秀新人賞、第14回高崎映画祭最優秀新人賞などの数多くの新人賞を受賞している。ドラマ『緋の十字架』で、盲目の女性・薫（五藤詩織）役を演じる。2007年の出演作『エクステ』では、性根の曲がった女性役を演じた。なお一時期は本名で事務所に登録して活動していたが、現在は再び非公表としている。
2007年9月には愛の劇場『家に五女あり』（TBS）に長女・一代役で主演。ドラマ30『直子センセの診察日記』（中部日本放送）、昼ドラ『緋の十字架』（東海テレビ）に続いて連続昼ドラには3回目の出演となる。
2008年ごろから、女優活動を休業しOL生活をしていたが、2010年夏から、ブログやtwitterなどで活動再開していた。
2010年12月、MUTEKIからAVデビューしたが、2013年の映画出演を最後に再び休業。
2015年から 映像コンテンツ権利処理機構 に連絡の取れない権利者として掲載されている 

## 出演

### 映画
- タイム・リープ（1997年6月7日公開、監督 今関あきよし） - 山下京花 役
- 四月物語（1998年3月14日公開、監督 岩井俊二） - 卯月の後輩 役
- ねじ式（1998年7月18日公開、監督 石井輝男） - もっきり屋の少女 役
- Heavenz（1998年9月19日公開、監督 井出良英） - ミナ 役
- Beautiful Sunday（1998年11月21日公開、監督 中島哲也）
- 月光の囁き（1999年10月23日公開、監督 塩田明彦） - 主演・北原紗月 役
- 贅沢な骨（2001年8月25日公開、監督 行定勲） - サキコ 役
- ハッシュ!（2001年11月24日公開、監督 橋口亮輔） - 永田エミ 役
- ロックンロールミシン（2002年9月28日公開、監督 行定勲） - ビデオの中の女 役
- 新・影の軍団（2003年3月22日公開、監督 宮坂武志） - 月夜姫 役
- 人斬り銀次（2003年3月29日公開、監督 宮坂武志） - 来生美代子 役
- 新・刑事まつり 一発大逆転 「ルーキー刑事」（2003年5月24日公開、監督 戸田昌宏）
- LIFE IS JOURNEY「ヤ」（2003年6月21日公開、監督 田辺誠一） - 小松 役
- さっちゃんのスカート（2003年7月2日公開、監督 川合晃）- 主演・姉 役
- Bird's Eye（2003年10月4日公開、監督 近藤一彦） - 清水優子 役
- 監督感染 「payday」（2003年11月29日公開、監督 松岡俊介）
- 眠り姫（2007年11月17日公開、監督 七里圭） - 主演・青地 役、2004年1月10日テアトル新宿劇場内にて行われた『のんきな姉さん』公開時のイベント“山本直樹の小部屋”展の中で、展示上映。その後、長編化され、2005年5月13日、北沢タウンホールにて、室内楽団の生伴奏付きで上映された。
- 紀雄の部屋（2004年2月7日公開、監督 深川栄洋） - 綾子 役
- この世の外へ クラブ進駐軍（2004年2月7日公開、監督 阪本順治） - 茂子 役
- ワイルド・フラワーズ（2004年4月17日公開、監督 小松隆志） - 芝山絵里香 役
- 赤線（2004年7月10日公開、監督 奥秀太郎） - シズモ 役
- Movie Box-ing 「自転少年」（2004年10月30日公開、監督 深川栄洋） - 2003年12月5日、函館港イルミナシオン映画祭にて上映された。
- カナリア（2005年3月12日公開、監督 塩田明彦） - 梢 役、2004年11月20日、第5回東京フィルメックスにて上映された。
- 鍵がない（2005年10月8日公開、監督 山田英治） - 主演・村上美沙子 役[4]
- colors（2006年7月15日公開、監督 柿本ケンサク）
- 紀子の食卓（2006年9月23日公開、監督 園子温） - クミコ 役
- 世界の隙間 opening of the world
- フリージア（2007年2月3日公開、監督 熊切和嘉） - ヒグチ 役
- エクステ（2007年2月17日公開、監督 園子温） - 水島清美 役
- 新訳:今昔物語 「見通しの良い道」（2007年5月25日公開、監督 大門未希生）
- 東京小説 乙桜学園祭「人魚姫と王子」（2007年6月2日公開、監督 桜井亜美） - 主演・綾戸ナジュ 役
- 図鑑に載ってない虫（2007年6月23日公開、監督 三木聡） - ワンピースの女 役
- 地獄でなぜ悪い（2013年9月28日公開、監督 園子温） - 池上の女 役

### テレビドラマ
- エコエコアザラク 第17話「私 SEVEN I」（1997年5月25日、テレビ東京） - 平野マヤ 役
- Dの遺伝子 第14回「少年弁護士」（1997年7月22日、フジテレビ）
- 稲川淳二の恐怖物語（1997年9月4日、よみうりテレビ）
- 幻想ミッドナイト 第七夜「見果てぬ夢」（1997年11月23日、テレビ朝日） - 江理 役
- ウルトラマンダイナ 第18話「闇を呼ぶ少女たち」（1998年1月10日、毎日放送） - ヒロカワ・ユウキ 役
- 火曜サスペンス劇場「家族の48時間」（1998年2月10日、日本テレビ） - ユキ 役
- サイバー美少女テロメア（1998年4月5日-6月28日、テレビ朝日） - 九条アサギ 役
- 直子センセの診察日記（1999年3月30日-5月28日、中部日本放送） - 水島牡丹 役
- 金曜エンタテイメント「単独房の少女たち」（1999年7月30日、フジテレビ） - 菊島あけみ 役
- 隠密奉行朝比奈 第2シリーズ 第8話「奈良・金魚になった少女」（1999年9月8日、フジテレビ） - かすみ 役
- 土曜ワイド劇場「牟田刑事官事件ファイル27」（1999年10月9日、テレビ朝日） - 大杉ミキ 役
- 伊藤潤二恐怖コレクション「長い夢」（2000年7月8日,15日、テレビ朝日） - 竹島麻実 役
- アイノウタ（2002年4月7日-9月29日、BS-i） - 緑川ユキ 役
- 月曜ミステリー劇場「示談交渉人甚内たま子裏ファイル2」（2002年6月24日、TBS） - 渡辺香織 役
- スカイハイ 第七死「a song」（2003年2月28日、テレビ朝日） - 美紗緒 役
- 恋する日曜日 ファーストシリーズ 第11話「レイニーブルー」（2003年6月15日、BS-i） - 麻生のぞみ 役
- ひと夏のパパへ（2003年7月-9月、TBS） - ラン 役
- 劇団演技者。 第11回公演作「石川県伍参市」（2005年6月29日-7月20日、フジテレビ） - 北居時子 役
- 緋の十字架（2005年10月3日-12月28日、東海テレビ） - 薫（五藤詩織） 役
- 時効警察 最終話（2006年3月10日、テレビ朝日） - アンズ 役
- 新・はんなり菊太郎〜京・公事宿事件帳〜 第5話（2007年2月8日、NHK） - お夏 役
- 家に五女あり（2007年9月3日-10月26日、TBS） - 三沢一代 役

### CM
- 日本小型自動車振興会「オートレース」 - 藤岡弘、と共演　相合傘・寿司屋（2001年）、社員旅行（2002年）
- ロッテ「ふんわり紗々苺」 - 栗山千明と共演、言い合う女性達（2001年）
- JR西日本「三都物語」 行ってみますか、列車に乗って（2002年）
- エスキモージャパン（森永乳業）「PINO」 喧嘩してるカップル（2003年）
- SUZUKI自動車「ワゴンRソリオ」 お花全部いただくわ（2004年）
- ファンケル 「企業」無添加な人縁側～・「マイルドクレンジングオイル」するんと落ちる・「FENATTY」レンタルビデオ（2004年）、「マイルドクレンジングオイル」肌が綺麗（2005年）
- ケンタッキーフライドチキン「オリジナルチキン」コンタクトレンズをなくした女性（2005年）
- サッポロビール「畑から百三十年」畑に浮く文字・限定発売 想いの言葉篇（2006年）[5]

### オリジナルビデオ
- Another XX 黒い追跡者（1997年6月13日） - 絵夢 役
- BE-BOP-HIGHSCHOOL（オリジナルビデオシリーズ）
  - ヤリ逃げ人生けもの道篇（第1期シリーズ）（1997年7月11日）
  - 第2期シリーズ全4作（1997年 - 1998年）
- 女教師 もっと淫らに（1997年9月12日） - 倉橋真木 役
- 亡霊学級 少女の戦慓（1997年12月12日）
- チンピラ人生 むしむしころころ（1998年2月13日） - 大河内さつき 役
- パチプロ浪花梁山泊6・起死回生の逆転劇
- 組織暴力 流血の抗争（1999年）
- 平成残侠伝 血闘（1999年5月14日）
- 横浜極道戦争 ながれもの2（2000年7月14日） - 君塚仁美 役
- 角川ホラービデオ館 危険な香りの女たち 編「再生」（2003年5月21日） - 由伊 役
- 新 影の軍団 第二章（2003年5月25日） - 月夜姫 役

### ラジオドラマ
- FMシアター「魚たちのために」（2001年12月8日、NHK-FM）

### ネット配信
- 探偵事務所5 ANOTHER STORY 第5話「み●なくるう」（2005年12月1日配信） - 広沢水月 役、http://www.tantei5.com/net/

### PV
- 河村隆一「Stop the time forever」
- 岩瀬敬吾「くり返すは口ぐせと罪悪感」

### DVD
- 『月刊つぐみ 赫い花の女』（2004年、イーネット・フロンティア）監督・脚本：リリー・フランキー

### 写真集
- TSUGUMI〜つぐみ18歳（1997年、東京三世社） ISBN 481260205X 撮影：古川春彦 
  - 当時のプロフィール上では1979年生まれとなっていた。ヘアヌード写真集
- Girl（1997年、ぶんか社） ISBN 4821121654 撮影：沢渡朔。ヘアヌード写真集
- GEKISHA in HAWAII（1998年、小学館） ISBN 4093945853 撮影：篠山紀信
  - 表紙及びモデルの1人として登場。
- 贅沢な骨（2001年、朝日出版社） ISBN 4255001081 撮影：永瀬正敏
  - 同名映画の写真集として、共演の麻生久美子と共に登場。
- 月刊つぐみ（2004年1月、新潮社） ISBN 4107901238 撮影：藤代冥砂

### 舞台
- Oi-SCALEプロデュース「ヒミズ」（2004年5月28日〜30日、於・LAFORET MUSEUM 原宿）
- KERA・MAP #003「砂の上の植物群」（2005年5月1日 - 14日、於・シアターアプル）
- 劇団、本谷有希子「遭難、」（2006年10月12日 - 19日、於・青山円形劇場） - 江國 役
- U-1グランプリ CASE01「取調室」（2007年3月13日 - 21日、於・THEATER/TOPS）

### アダルトビデオ
- 女優 つぐみ (2010年12月1日、総監督：中西良太、MUTEKI) AVデビュー[6]
- 秘蜜 つぐみ (2011年1月1日、総監督：中西良太、MUTEKI)[7]